# Байхорське сільське поселення
Байхо́рське сільське поселення (рос. Байхорское сельское поселение) — сільське поселення у складі Красночикойського району Забайкальського краю Росії.
Адміністративний центр — село Байхор.

## Населення
Населення сільського поселення становить 588 осіб (2019; 663 у 2010, 811 у 2002).

## Склад
До складу сільського поселення входять:
| Населений пункт | Населення, осіб (2002) | Населення, осіб (2010) |
| --------------- | ---------------------- | ---------------------- |
| Байхор, село    | 369                    | 293                    |
| Грем'яча, село  | 37                     | 25                     |
| Етитей, село    | 305                    | 262                    |
| Мостовка, село  | 100                    | 83                     |